# 乔安妮·埃利斯 (1981年)
乔安妮·埃利斯（英語：Joanne Ellis，1981年6月28日—），英国女子曲棍球运动员。她曾代表英格兰参加2002年和2006年英联邦运动会曲棍球比赛，获得一枚银牌和一枚铜牌。她也曾参加2008年夏季奥运会。